# Новое Мисто (Львовская область)
Новое Мисто или Новое Место  (укр. Нове Місто, пол. Nowe Miasto) — село в Добромильской городской общине Самборского района Львовской области Украины.
Население по переписи 2001 года составляло 878 человек. Занимает площадь 1,85 км². Почтовый индекс — 82022. Телефонный код — 3238.
Расположено на реке Вырва в предгорьях Карпат.

## История
Первое письменное упоминание содержится в грамоте галицкого князя Льва Даниловича от 1301 г. (Другие источники дают 1361 г.).
О том, что территория села была заселена издавна, свидетельствует находка (1871 г.) римских монет IV в. (Хранятся в Краковском археологическом музее). В княжеские времена село носило название Быбло. В 1241—1242 годах после монголо-татарского нашествия село было уничтожено. Уцелевшее население поселилось в 3 км от старого места, и новое поселение было названо Быбло. Впоследствии часть людей вернулась на старое место и основали село, которому дали название Новый Город (укр. Новое Мисто). В 1463 г. Новое Мисто получило Магдебургское право. На конец XV в. владельцем Нового Миста был Ян Хрицько. В то время оно было достаточно развитым. В 1498 г. городок уничтожен валахами под предводительством воеводы Стефана. Во время этого похода уничтожен костёл, который был одним из старейших сооружений. Следующими владельцами Нового Миста была семья Гербуртов. В XVI в. городок принадлежало Скорутам Новомистским, а позже Красинским, между которыми с 1606 г. велась ожесточенная борьба за раздел имущества.
С XVI века известны печати с гербом Нового Миста — родовым знаком Новоместских «Прус Второй, или Вильчи-Косы» (на красном фоне две серебряные косы, перекрещенные и увенчанные серебряным пятиконечным крестом). В XVII веке рисунок герба несколько упростился — на нём остались только две перекрещенные косы (именно в таком виде герб был подан для императорского утверждения в 1791 году).

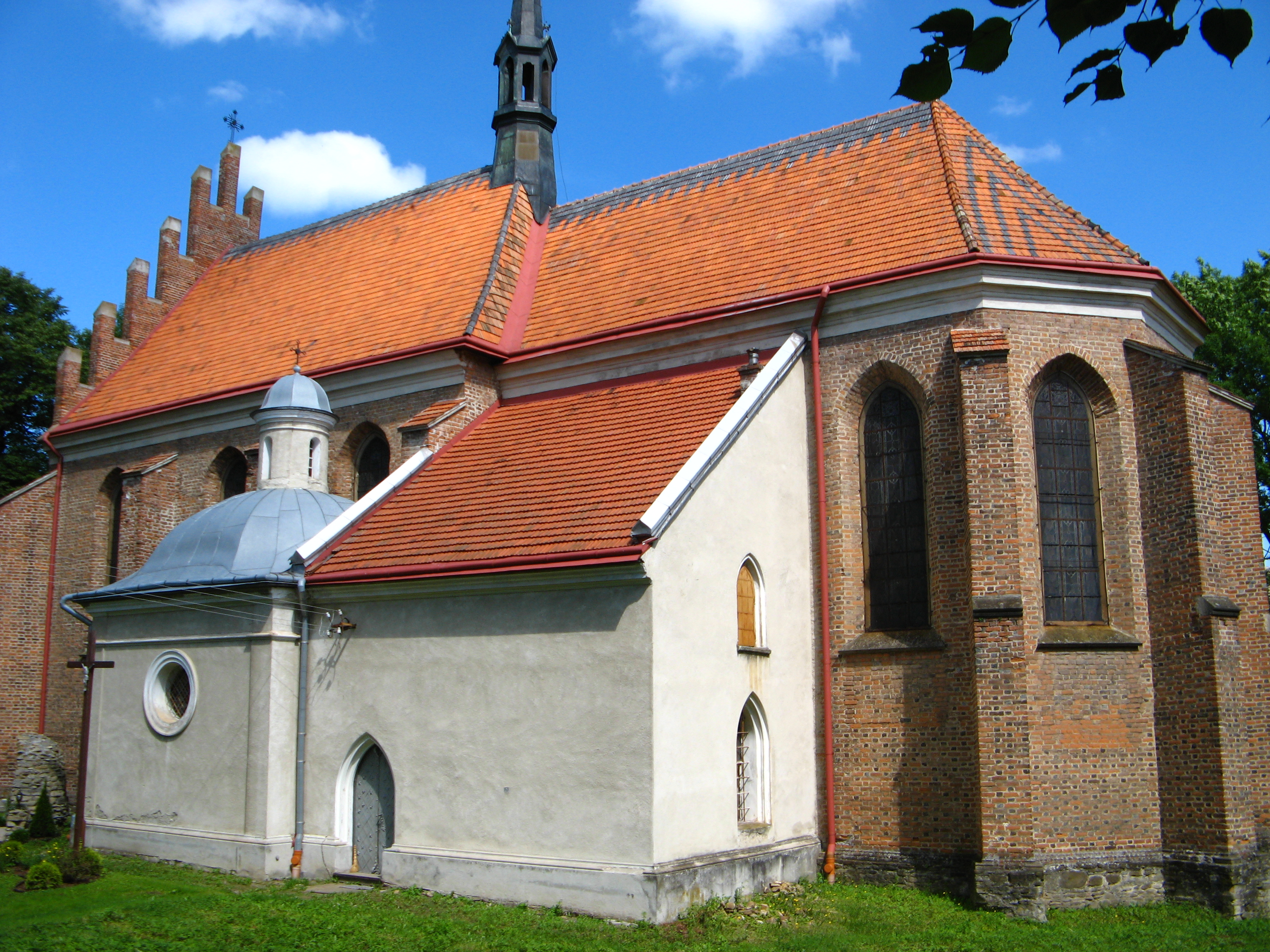
Готический костел

В 1648 г. городок был разрушен повстанцами Б. Хмельницкого — разграблен костёл и убиты все евреи. В 1794 г. городок принадлежал Каэтану Шидловскому. На конец XVIII — середину XIX в. Новое Мисто было достаточно развито, о чём свидетельствует акцизный сбор — он был больше, чем в г. Добромиль. В 1872 г. возле городка проложена железная дорога, соединявшая Львов с Будапештом, так называемая Первая венгерско-галицкая железная дорога. Конце XIX в. в поселке проживало около тысячи жителей, среди которых большую часть составляли поляки, остальные — евреи и украинцы. В начале XX в. построена Новомистская ратуша. Во время украинско-польской войны 1918—1919 гг в окрестностях Нового Миста происходили ожесточенные бои, в частности 4 февраля 1919 г. В 1939 г. городок принадлежало помещику Журавскому. Во время II Мировой войны немцы создали гетто для еврейского населения. Осенью 1942 г. евреи были оттуда вывезены в лагерь смерти в Белжеце и там уничтожены. 31 июля 1944 г. Новое Мисто заняли советские войска.

## Памятники архитектуры
- Церковь Успения Пресвятой Богородицы (1908).
- Костел (1463, 1512, готика).
- Ратуша (нач. XX в., модерн).

## Персоналии
- Лука Русин (ум. 1542) — философ и педагог в Краковском университете.
- Бенедикт Гербест (1531—1593) — иезуит, педагог, преподавал в Познанском университете.
- Иоганн Ге́рбест (ок. 1540—1601) — львовский каноник, брат Бенедикта Гербеста.

## Образование
Уже в 1511 г. в Новом Мисте действовало литературное братство. 25 апреля 1911 г. открыли читальню «Просвиты», на открытии которой был представитель из Львова Глембоцкой. Всего записалось в общество 327 человек. Читальня была в приходском помещении. Сегодня в селе действует Общество украинского языка «Просвита». В 1865 г. работала начальная школа с трехлетним сроком обучения. В 1908—1909 гг. в Новом Мисте построили новую школу. Дополнительные корпуса школы возведены в 1981 г. Школа рассчитана на 600 учеников.

## Интересные факты
На левом боку Вырвы находится Винная гора, которая граничит с урочищем Пасека, названия которых говорят сами за себя. Из преданий известно, что когда-то здесь было гораздо теплее, поэтому местные жители выращивали виноградники и занимались пчеловодством.
На горе Радич (южная окраина Нового Миста) обнаружена стоянка первобытных людей, в которой найдены каменные топоры, молоты, серпы. Кроме того, на левом низком берегу р Вырва в лесу в полукилометре от Нового Миста обнаружено поселение раннежелезного века.
По юго-западной окраине Нового Миста проходит Главный европейский водораздел. Водоразделом служит также гора Радич (519 м над уровнем моря).